# État de Tonk
 (août 2010).
Si vous disposez d'ouvrages ou d'articles de référence ou si vous connaissez des sites web de qualité traitant du thème abordé ici, merci de compléter l'article en donnant les références utiles à sa vérifiabilité et en les liant à la section « Notes et références ».
1806–1949
Entités précédentes :
- Empire marathe

Entités suivantes :
- Inde

Tonk était un État princier des Indes qui fut créé en 1806. Dirigé par des souverains qui portaient le titre de « nabab », cet État subsista jusqu'en 1949, date à laquelle il fut intégré à l'État du Rajasthan.

## Liste des nababs de Tonk
- 1806-1834 Amir Ali Khan (en) (1768-1834)
- 1834-1864 Mohammed Khan (en) (+1864)
- 1864-1867 Mohammed Ali Khan (+1895)
- 1867-1930 Ibrahim Ali Khan (en) (1849-1930)
- 1930-1947 Saâdat Ali Khan (1879-1947)
- 1947-1948 Farouk Ali Khan (1885-1948)
- 1948-1949 Ismaïl Ali Khan (1917-1974)